# Ismael
Ismael (en hebreo: יִשְׁמָעֵאל‎ [Yišhmāʻēl], en griego: Ἰσμαήλ [Ismaēl], en árabe: إسماعيل‎ [ʾIsmāʿīl]) según las tres religiones abrahámicas (judía, cristiana e Islam) es el antepasado de los ismaelitas o árabes. Sobre él recae la controversia acerca de cuál de los dos hijos de Abraham era el legítimo primogénito.

## Orígenes
Las tres religiones consideran que Ismael fue el primer hijo de Abraham. Sin embargo, la tradición judeocristiana da una preferencia a Isaac, mientras que los musulmanes se decantan por Ismael. Por ejemplo, en la Torá y en la Biblia, se considera que Isaac fue el elegido para ser sacrificado por Abraham, mientras que la mayoría de los eruditos islámicos creen que fue Ismael el elegido para ser sacrificado, aunque no lo dice mencionando un nombre, el Corán da a entender que se trata de Ismael; todos los eruditos islámicos así lo consideran. Hay que tener en cuenta que El Corán fue escrito como unos 600 años después del Nuevo Testamento, aún cuando La Torah llevaba más de mil.

## Visión cristiana
Según la Biblia, Ismael nació cuando Abraham tenía 86 años de edad y había pasado diez años en la región de Canaán (Gn.16:1 al 16). Abraham, ante la promesa de Yahveh de que iba a tener un hijo (Gn.15,1 al 4), se dejó cegar por las aparentes imposibilidades, ya que tanto él como su esposa Sara eran de avanzada edad. Como Sara no le daba hijos y tenía una sierva egipcia llamada Agar, se la dio por mujer a Abraham para que tuviera hijos de ella. Así fue como nació Ismael (que significa Dios me escucha). Pero trece años más tarde Sara, estéril hasta entonces y siendo Abraham de 100 años de edad, concibió a Isaac, "el hijo de la promesa".
La controversia parte de una supuesta contradicción en los escritos bíblicos con respecto a las edades de Abraham al momento del nacimiento de sus hijos (y por tanto, a las edades de los mismos). Al no mencionar la época temporal en la cual sucede el sacrificio, se prestan a confusión las palabras del Génesis 22:2: "[...] toma a tu hijo, a tu único hijo [...]". Puesto que, según Génesis 16:16: "Tenía Abraham ochenta y seis años cuando Agar le dio a su hijo Ismael." Aquí, en este pasaje se podrá estar refiriendo a que el hijo de la promesa, es decir, el que iba a ser engrandecido sería Ismael y por eso lo menciona como único. 
Luego, según Génesis 21:5: "Abraham tenía cien años cuando le nació su hijo Isaac". Por lo tanto, al momento del sacrificio, Abraham podía tener un solo hijo (y sería Ismael, antes de que naciera Isaac) o dos. 
A partir de estos pasajes existen las dos versiones: para los judíos y cristianos, que Isaac era el hijo de la promesa y, puesto que Ismael y su madre habían sido expulsados de su hogar, Isaac era el único hijo; para los musulmanes, que el nombre fue cambiado y el sacrificio se produjo antes del nacimiento de Isaac.
Según judíos y cristianos, cuando la circuncisión fue instituida para la familia de Abraham, Ismael tenía trece años (Gn. 17:25) e Isaac aún no había nacido (puesto que nació cuando Ismael tenía 14 años, a los cien de Abraham). Entonces fue expulsado junto a su madre del hogar de Abraham porque Ismael había tomado al parecer una actitud burlesca de menosprecio hacia Isaac. Agar e Ismael vagaron por el desierto de Beerseba, donde estuvieron a punto de morir deshidratados. Un ángel de Dios le indicó a Agar el camino hacia una fuente de agua, lo que les salvó la vida a ambos, porque Dios había dicho "también del hijo de la sierva haré una nación" (Gn. 21: 13 al 21).
A pesar de la primogenitura de Ismael, Dios aclara a Abraham que el destinatario de su pacto y heredero de la tierra prometida sería Isaac: "Respondió Dios: Ciertamente Sara tu mujer te dará a luz un hijo, y llamarás su nombre Isaac; y confirmaré mi pacto con él como pacto perpetuo para sus descendientes después de él. Y en cuanto a Ismael, también te he oído; he aquí que le bendeciré, y le haré fructificar y multiplicar mucho en gran manera; doce príncipes engendrará, y haré de él una gran nación. Mas yo estableceré mi pacto con Isaac, el que Sara te dará a luz por este tiempo el año que viene. Y acabó de hablar con él, y subió Dios de estar con Abraham. (Génesis 17:19-22 RVR60)"
Ismael creció y se fortaleció en el desierto de Parán al sur de Canaán. Se casó con una egipcia, fundó Ismailia y fue padre de doce príncipes. Tuvo además una hija, que vino a ser esposa de Esaú (hijo de Isaac). Ismael e Isaac sepultaron juntos a su padre Abraham. Ismael murió a la edad de 137 años. Sus descendientes, los ismaelitas, se establecieron entre la frontera de Egipto y el golfo Pérsico. El profeta Mahoma registró que Ismael fue la cabeza de su genealogía. Según el islam, Ismael construyó La Meca con su padre Abraham.

## Visión islámica

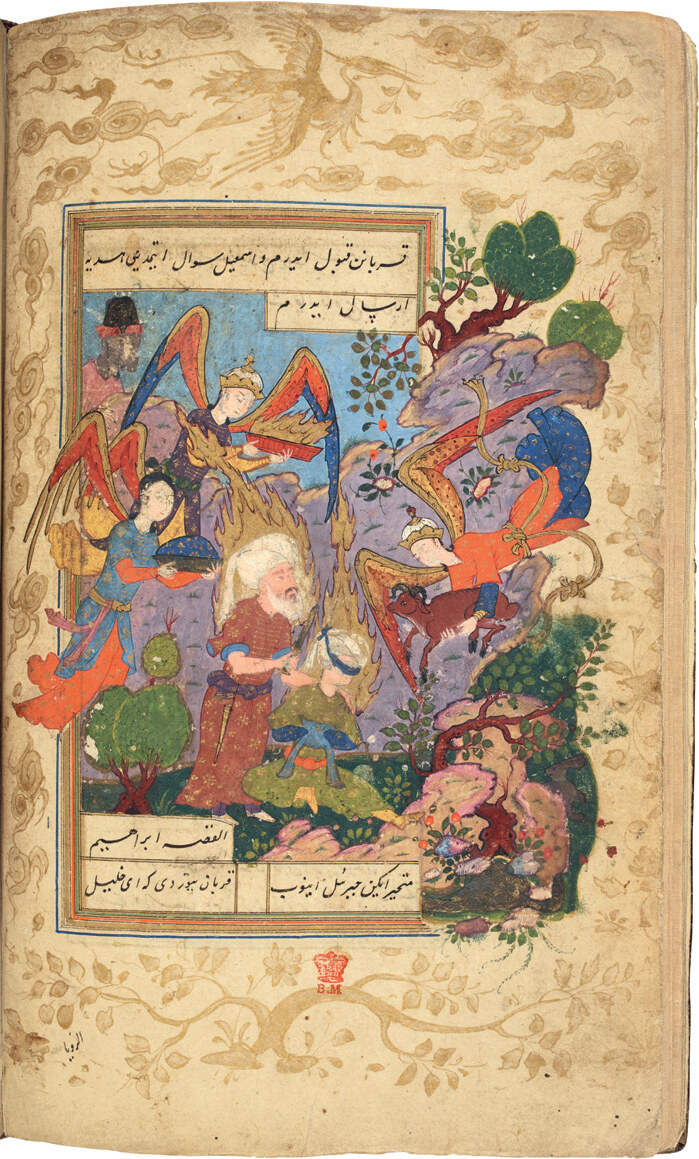
Imagen del libro Hadikat as-Suada, finales del -principios del, Turquía. La ofrenda del hijo de Ibrahim (la tradición dice Ismail), Djibril detiene a Ibrahim en el último momento.

Los musulmanes poseen su versión sobre Ismael, la cual refuerzan con pasajes de la propia Biblia, por ejemplo. Durante los días del Hajj o Peregrinación, los peregrinos en La Meca y los musulmanes de todo el mundo rememoran las ofrendas del profeta Abraham e Ismael sacrificando ganado.
Como se dijo, para los musulmanes el sacrificio de Abraham fue hecho con su hijo Ismael y no con Isaac. La controversia se da en las fechas del sacrificio y la circuncisión, pues la Biblia no las específica. En palabras de la Biblia:
Génesis 17:24-27:"'Era Abraham de edad de noventa y nueve años cuando circuncidó la carne de su prepucio. E Ismael su hijo era de trece años cuando fue circuncidada la carne de su prepucio. En el mismo día fue circuncidado Abraham e Ismael su hijo. Y todos los varones de su casa, el siervo nacido en la casa, y el comprado por dinero en el extranjero, fueron circuncidados con él.". 
Recordemos que Abraham (P) tenía cien años al nacer Isaac.
Un año más tarde nació Isaac y fue circuncidado al cumplir ocho días de nacido (Génesis 21:4-5): "Y circuncidó Abraham a su hijo Isaac de ocho días, como Dios le había mandado. Y era Abraham de cien años, cuando le nació Isaac su hijo." 
Los descendientes de Ismael, el profeta Mahoma y todos los musulmanes, siguen fieles hoy día a este pacto de circuncisión. En sus oraciones cinco veces al día incluyen los musulmanes en sus plegarias a Abraham y sus descendientes, incluido Isaac, junto con Mahoma y sus descendientes. 
Desde el islam se piensa que los textos de la Biblia y la Torá han sido adulterados. Los acepta como revelaciones divinas y por lo mismo aborrece la idea del adulterio de los textos sagrados. Toman como referencia aquel pasaje "toma a tu hijo, a tu único hijo Isaac", según esta versión, aquí debería decir "Ismael", puesto que Isaac no habría nacido aún. Se cree que lo que se cambió fue el nombre y se conservó la palabra "único" que denota el error y pone en evidencia la adulteración del texto.
Los judíos y cristianos mantienen que Isaac era superior a Ismael, ya que según sus puntos de vista este último era hijo de la esclava, la cual no era esposa de Abraham; sin embargo, en Génesis 16:3 se afirma: "[...] tomó Sara, la mujer de Abraham, a su esclava Agar la egipcia, y se la dio por mujer a su marido Abraham". Con lo cual, Agar era lo que se puede llamar una segunda esposa, puesto que la poligamia era una práctica habitual de la época. Bajo esta percepción se apoya la versión islámica. Y, bajo esta percepción también (puesto que en aquel momento la sociedad era patriarcal) Ismael tendría la primogenitura irrefutable. Pues, desde este punto de vista, si el matrimonio era legal, los hijos no podían ser ilegales. Por otro lado, afirman que un matrimonio entre dos extranjeros [un caldeo (Abraham) y una egipcia (Agar)] era más legal que un matrimonio entre un hombre con su propia media hermana, dado que Génesis 20:12 dice: "Y a la verdad [Sara] también es mi hermana, hija de mi padre, mas no hija de mi madre.¨
Otras citas bíblicas que se citan para defender el punto de vista islámico sobre Abraham, Ismael e Isaac son las siguientes: Génesis 21:13: "También del hijo de la sirvienta haré una gran nación, porque es tu simiente." Génesis 21:18: "Levántate, alza al muchacho (Ismael), y aguántalo en tu mano, porque haré de él una gran nación." La pregunta sobre estas citas es: si de Abraham iban a nacer dos naciones, ¿por qué despreciar tanto o hacer tanta diferencia entre sus hijos?
Asimismo se alega que la Ley Mosaica asigna claramente el derecho de uno de los hijos sobre el otro, en este caso de Ismael sobre Isaac. Deuteronomio 21:15-17 dice al respecto de alguien con una situación similar a la de Abraham y sus dos hijos: "Si un hombre tiene dos mujeres, una la amada y la otra la despreciada, y la amada y la despreciada le paren hijos, y si el hijo primogénito (el primero) fuera de la despreciada: Será que, el día que hiciera heredar a sus hijos lo que tuviera, no podrá dar el derecho de primogenitura al hijo de la amada en preferencia del hijo de la despreciada, que es el primogénito; Mas al hijo de la despreciada reconocerá por primogénito, para darle dos tantos de todo lo que se hallara que tiene: porque aquel es el principio de su fuerza, el derecho de la primogenitura es suyo."
El problema con citar la Ley Mosaica para dar la preminencia de Ismael sobre Isaac, es que la ley vendría aproximadamente 400 años después de Abraham. Por lo tanto, estos pasajes bíblicos difícilmente dan legalidad alguna a Ismael. La Biblia es clara: Romanos 4:15: Pues la ley produce ira; pero donde no hay ley, tampoco hay transgresión.
El islam no niega las bendiciones de Dios a Isaac y sus descendientes, ni menosprecia su elevada jerarquía y dentro del Corán no hay realmente mucha diferencia entre los dos hijos de Abraham -sobre todo si se compara esto con la Biblia o la Torá-. Sin embargo, el hijo de la promesa (el primogénito) es Ismael, de quien más adelante vendrá el profeta Mahoma, quien para el islam es el último Profeta y el sello de los profetas.
Mucho antes de que nacieran Ismael e Isaac, según la Biblia Abraham recibió un pacto de su Dios. En Génesis 15:18 dice: "A tu simiente daré esta tierra desde el río de Egipto hasta el río grande, el río Eúfrates". La mayor parte de Arabia estaba entre el Nilo y el Éufrates, donde se asentaron más tarde todos los descendientes de Ismael. Los musulmanes alegan que Isaac también fue escogido. En Génesis 17:8 figura: "Y te daré a ti, y a tu simiente después de ti [Isaac], la tierra de tus peregrinaciones, toda la tierra de Canaán en heredad perpetua; y seré el Dios de ellos".

## Visión drusa
Los drusos consideran que Ismael es el hijo primogénito de Abraham y el que iba a ser sacrificado y no Isaac, pero a diferencia de los musulmanes, no solo creen que sean los pueblos árabes sus únicos descendientes, sino que incluyen en estos al pueblo persa y a su propio pueblo druso, fundado y reunido este último bajo un credo común por Hamza ibn Ali ibn Ahmad, quien era un misionero ismailí.

## Visión bahai
Los bahais consideran que Ismael es el hijo primogénito de Abraham y el que iba a ser sacrificado y no Isaac. En esto coinciden con los musulmanes, aunque no se le da una importancia fundamental al tema.